# Família lingüística
|  | No s'ha de confondre amb Llengua familiar. |

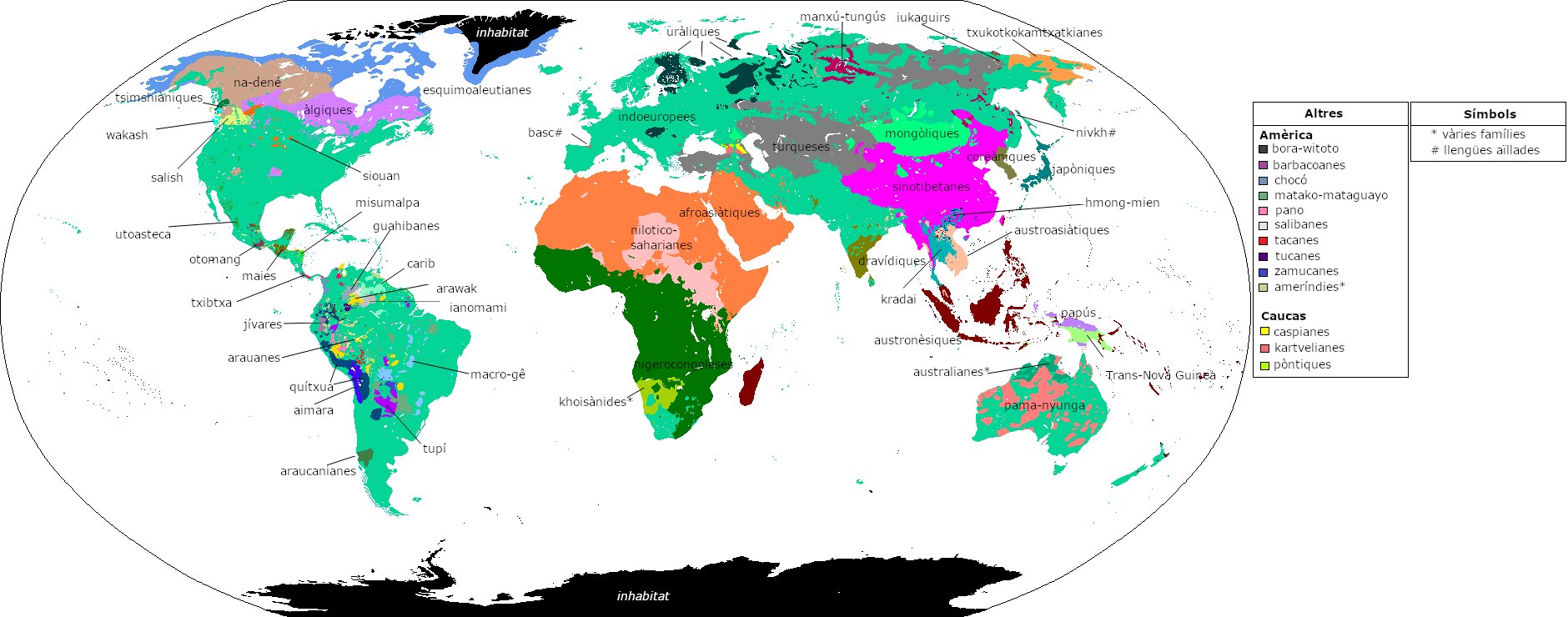
Famílies de llengües majoritàries al món.

Una família lingüística és un grup de llengües emparentades històricament i que semblen derivar d'una llengua més antiga que, per diversificació dialectal i mecanismes de canvi lingüístic, va donar lloc a diferents llengües, normalment inintel·ligibles entre si. En sentit estricte, una família de llengües és una unitat filogenètica, és a dir, tots els seus membres deriven d'un ancestre comú. Si la llengua comuna no està provada sinó solament reconstruïda, es parla de protollengua.
Les llengües filles d'un mateix idioma comparteixen certs trets que no poden explicar-se simplement per atzar o per contactes amb altres llengües i són justament aquestes característiques compartides les que han permès reconstruir la protollengua de les famílies sense testimonis escrits. Si la influència mútua per proximitat a l'espai pot retre compte dels trets comuns, es parla d'àrea lingüística.
Segons com es comptabilitzin les llengües i les agrupacions que s'acceptin varia el nombre de famílies lingüístiques considerades, que l'Ethnologue limita a 142. Si es compten les llengües aïllades com a famílies independents (entenent que són les restes úniques de grups abans existents), la xifra augmenta a més de 400.

## Distribució
Distribució dels grups principals:
| - Afroasiàtic - Amazic - Txàdic - Cuixític - Semític - Altaic - Japònic - Mongòlic - Tungúsic - Turquès - Amerindi - Àlgic - Je-Tupi-Carib - Maia - Quechumara - Uto-asteca - Austroasiàtic - Austronesi - Dené-ienisseic | - Dravídic - Esquimoaleutià - Australià - Indoeuropeu - Albanès - Armeni - Balto-eslàvic - Bàltic - Eslàvic - Cèltic - Germànic - Germànic septentrional - Germànic occidental - Grec - Indoiranià - Indoàri - Irànic - Romànic | - Khoisànid - Tai-kadai - Aïllat - Nigerocongolès - Bantu - Altres - Niloticosaharià - Paleosiberià - Papú - Sinotibetà - Sinític - Tibetobirmà - Caucàsic - Caucàsic nord-oriental - Caucàsic nord-occidental - Uràlic - Finoúgric - Fino-pèrmic - Úgric - Samoièdic |

| Grup                    | Conjunt  | Parlants    | Estats |
| ----------------------- | -------- | ----------- | --- |
| Afroasiàtic 468 milions | Semític  | 330 milions | Àfrica del Nord, Corn d'Àfrica, Pròxim Orient, Malta, Sàhara i Sudan                                                                                  |
| Afroasiàtic 468 milions | Cuixític | 67 milions  | Egipte, Sudan, Eritrea, Etiòpia, Djibouti, Somàlia, Kenya i Tanzània                                                                                  |
| Afroasiàtic 468 milions | Amazic   | 40 milions  | Marroc, Algèria, Mautirània, Burkina Faso, Mali, Níger, Tunísia, Líbia, Txad i Egipte                                                                 |
| Afroasiàtic 468 milions | Txàdic   | 31 milions  | Nigèria, Níger, Txad, República Centreafricana i Camerun                                                                                              |
| Altaic 433 milions      | Turqués  | 300 milions | Turquia, Bulgària, Rumania, Ucraina, Rússia, Azerbaidjan, Iran, Kazajistan, Kirguistan, Tadjikistan, Turkmenistan, Uzbekistan, Xina, Xipre i Moldàvia |
| Altaic 433 milions      | Japònic  | 125 milions | Japó |
| Altaic 433 milions      | Mongòlic | 7,5 milions | Mongòlia, Rússia, Xina i Afganistan |
| Altaic 433 milions      | Tungúsic | 75.000      | Rússia i Xina |
| Amerindi                | Àlgic    | 216.000     | Canadà, Estats Units i Mèxic |

## Parlants
La família que té més parlants és la indoeuropea (un 46% de la població mundial), seguida de les llengües sinotibetanes (21%). Si es té en compte la quantitat de llengües que inclou una família, la primera és la niger-congo, seguida de les llengües austronèsies, ambdues amb més de 1.000 idiomes. Amb més de 400 idiomes se situen les dues famílies més nombroses i els grups ubicats a Oceania no austronesis, mentre que les llengües niloticosaharianes sumen més de 200 idiomes en total.

## Superfamílies
S'ha intentat agrupar les famílies lingüístiques en superfamílies, la majoria d'elles controvertides i oposades entre si. No és clar tampoc si totes les superfamílies deriven d'una sola llengua mare o si es van formar independentment. Els partidaris de la primera opció parlen de la llengua originària o llenguatge universal, un sistema primitiu de comunicació del qual derivarien les superfamílies. La hipòtesi boreana, defensada per Sergei Starostin, agruparia gran part dels idiomes de l'hemisferi nord, diferenciant-los de les llengües australs. Altres estudiosos afirmen que l'origen del llenguatge és múltiple i que van sorgir de manera independent diversos idiomes primitius, germen de les superfamílies de cada zona. La manca de testimonis escrits complica la decisió de quina és la hipòtesi correcta i els resultats de les reconstruccions lingüístiques internes comporten un grau inevitable de subjectivitat a mesura que es retrocedeix en el temps, ja que es basen en protollengües o en idiomes mal coneguts com a base de comparació.